# Open je ogen
Open je ogen is een nummer van de Nederlandse band BLØF uit 2014, met gastvocals van Ilse DeLange. Het is de tweede single van BLØF's elfde studioalbum In het midden van alles.
Het nummer werd een klein hitje en haalde de 2e positie in de Nederlandse Tipparade.

## NPO Radio 2 Top 2000
| Nummer met noteringen in de NPO Radio 2 Top 2000 | '15  | '16  | '17  | '18  |
| ------------------------------------------------ | ---- | ---- | ---- | ---- |
| Open je ogen                                     | 1177 | 1841 | 1814 | 1879 |

1. ↑  Een vetgedrukt getal geeft de hoogste notering aan.
2. ↑  2015 was het eerste jaar met een notering voor dit nummer.
3. ↑  Deze tabel is bijgewerkt tot en met de laatste editie (2024).